# Starý Rožmitál
Starý Rožmitál (německy Alt Rozmital) je vesnice, část města Rožmitál pod Třemšínem v okrese Příbram ve Středočeském kraji. Nachází se asi jeden kilometr západně od Rožmitálu pod Třemšínem. Starý Rožmitál je také název katastrálního území o rozloze 5,88 km². V katastrálním území Starý Rožmitál leží i Zalány.

## Historie

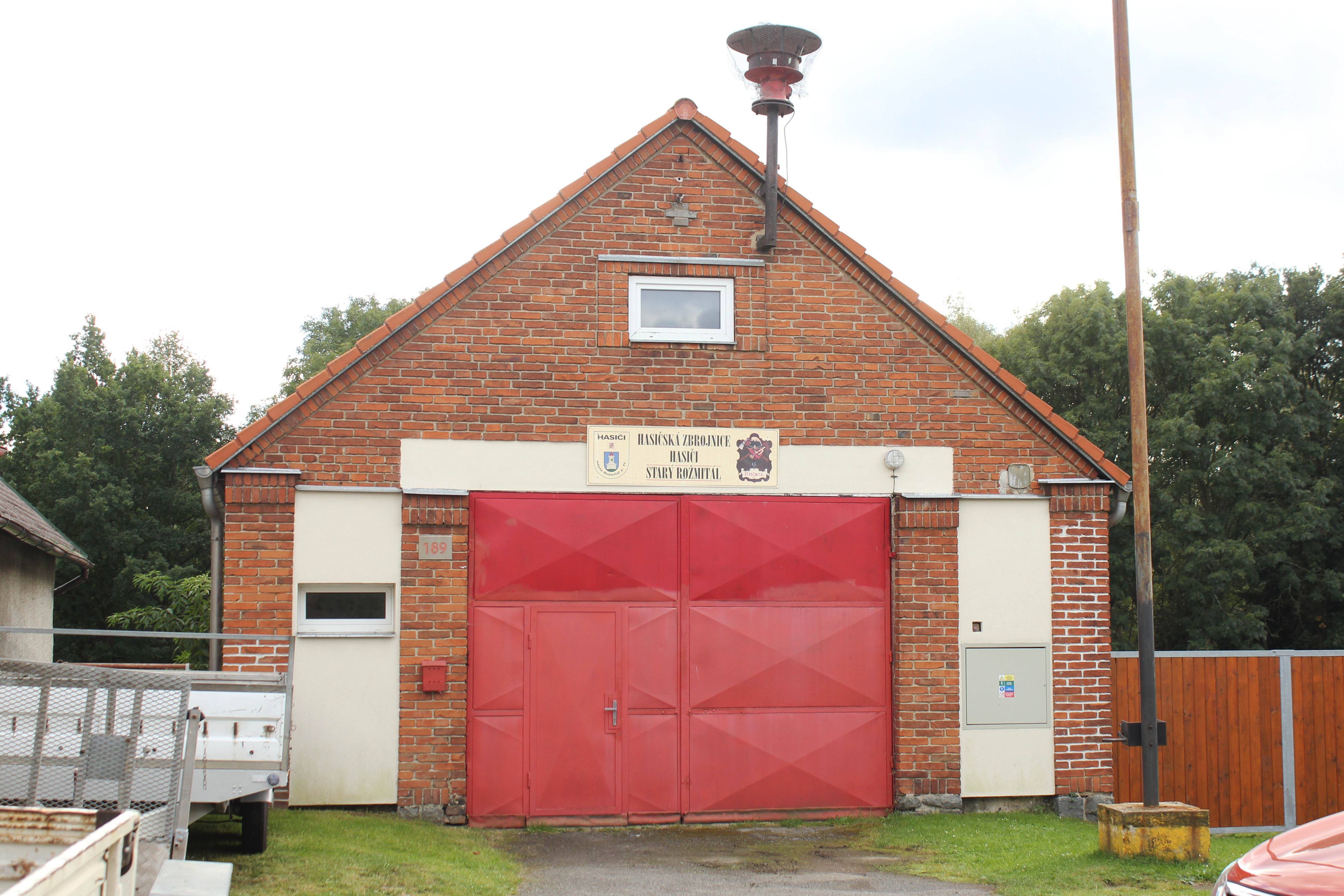
Hasičská zbrojnice ve Starém Rožmitále

První písemná zmínka o vesnici pochází z roku 1265. Nacházela se zde osada, která zde vznikla dříve než hrad a město Rožmitál a náleží k nejstarším osadám v okolí. Osada zřejmě vznikla kolem kostela Povýšení svatého Kříže. Ve starých písemných památkách se vždy nazývá Staré město, latinsky Antiqua civitas. Roku 1515 měl Starý Rožmitál i Rožmitál společnou obecní správu jak připomíná nejstarší pamětní rožmitálská kniha, kde se píše: „Matouš, purkistr ze Starého Rožmitála, rychtář Václav a konšelé z Rožmitál“, ale v roce 1565 byla obec již vesnicí ač i dále byla jmenována Staré město nebo Starý Rožmitál.
Ve Starém Rožmitále existovala dlouhá tradice cvokařské výroby. Vyráběly se kované hřeby všeho druhu – skoby, lavičáky, různé druhy hřebíků. U rybníka Obžera stávala vysoká pec a hamr. Později se zde vyráběla šindel, který se vyráběl na šindelce, kterou vynalezl Karel Daniel Gangloff, nazývaný český Archimédes. Pod kostelem se nacházel Mlýn pod kostelem nazývaný také „podkostelní“, který je zmiňován již roku 1379, kdy jej vlastnil Pešek a podle něj se dlouhý čas nazýval Peškovský.
V první světové válce odsud narukovalo 76, z nich padlo 14 mužů. Z obce pocházelo 6 legionářů a za války zde bylo 12 uprchlíků. Z válečných zajatců zde zůstal jeden Rus.
V roce 1929 byla obec elektrifikována.
V roce 1932 byly v obci Starý Rožmitál (566 obyvatel) evidovány tyto živnosti a obchody: obchod s dřívím, 5 hostinců, 2 výrobny kovaných hřebíků, kolář, kovář, krejčí,mlýn, 2 obuvníci, pila, obchod se smíšeným zbožím, švadlena, 2 trafiky.
Dne 17. listopadu 2025 byla v obci zahájena demolice devadesátiletého silničního mostu přes Vlčavu. Most bude nahrazen novým moderním mostem, který již nebude mít středový pilíř.

## Obyvatelstvo
| Rok            | 1869 | 1880 | 1890 | 1900 | 1910 | 1921 | 1930 | 1950 | 1961 | 1970 | 1980 | 1991 | 2001 | 2011 | 2021 |
| -------------- | ---- | ---- | ---- | ---- | ---- | ---- | ---- | ---- | ---- | ---- | ---- | ---- | ---- | ---- | ---- |
| Počet obyvatel | 584  | 616  | 591  | 622  | 600  | 613  | 511  | 435  | 438  | 388  | 373  | 352  | 316  | 348  | 370  |
| Počet domů     | 84   | 87   | 86   | 89   | 95   | 96   | 103  | 119  | 127  | 121  | 118  | 146  | 151  | 163  | 169  |

## Obecní správa
Při sčítání lidu v letech 1850–1961 Starý Rožmitál byl samostatnou obcí, se kterým patřil nejprve do okresu Blatná, ale od roku 1960 v okrese Příbram. Od 1. ledna 1962 je částí města Rožmitál pod Třemšínem v okrese Příbram.

### Starostové
- Alois Kulovaný (1919–1945)
- František Šourek (1945–1953)
- Jiří Plachý (1961–1962)

## Kultura
Podle zákona o veřejných knihovnách obecných z roku 1919 vznikla ve Starém Rožmitále veřejná knihovna. Už před tím měl v obci knihovnu sbor dobrovolných hasičů a vzdělávací spolek Budoucnost, které nové obecní knihovně darovaly některé tituly. Po zřízení darovalo knihovně knihy také Ministerstvo školství a národní osvěty. Knihovna se nacházela v bytě prvního knihovníka, Františka Brettla. V roce 1924 pak byla knihovna přenesena do obecního domu (čp. 27, již zaniklý), kde byla upravena místnost bývalého chléva.
Na začátku sedmdesátých let se v rámci Akce Z za účasti 3000 občanů, začalo s výstavbou kulturního domu ve Starém Rožmitále, který byl slavnostně otevřen 14. října 1972. Po revoluci v roce 1991 byl kulturní dům navrácen restituentům, kteří ho objekt pronajímali, ale stále se přikláněli k jeho prodeji. V roce 2016 nabídlo město Rožmitál pod Třemšínem vlastníkům, že bývalý kulturní dům odkoupí za 2,1 milionů korun. Nabídka ale zůstala bez odezvy. Nakonec jej majitelé Josef Petráň a firma Activity Group v roce 2018 prodali téměř za stejné peníze plzeňské společnosti s ručením omezeným Ready1. Od té doby je kulturní dům bez využití a chátrá.
- Cvokařské muzeum – Nachází se domě č.p. 74 v Aleji Johanky z Rožmitálu a vzniklo z bývalé cvokařské dílny. Expozice se věnuje tradičnímu cvokařskému řemeslu. Lze zde nalézt také informace o Starém Rožmitále. Muzeum je volně přístupné od jara do podzimu.[14]

## Pamětihodnosti
- Kostel Povýšení svatého Kříže s farou a kaplankou – Farní kostel se nachází na pahorku na severozápadním konci obce. Kostel stojí na místě původního osídlení, kde se nacházelo tzv. Staré město (Antiqua civitas). Je pravděpodobné, že stojí na místě pohanského obětiště. O založení kostela i o prvním osídlení se však nedochovaly žádné záznamy. Současná stavba byla pravděpodobně postavena v první čtvrtině 13. století. Barokně byl kostel přestavěn letech 1729–1731, kdy byl zrušen boční vchod, rozšířen kůr a byla přistavěna věž k chrámové lodi. V kostele se nacházejí původní barokní varhany z roku 1750, postavené varhanářem Martinem Palečkem. Na tyto varhany hrával skladatel a autor České mše vánoční, Jakub Jan Ryba. Kolem kostela se až do roku 1854 rozléhal starý hřbitov, který byl zrušen pro nedostatek místa. Nový hřbitov byl zřízen dál od kostela.
- Náhrobek Jakuba Jana Ryby – Hrob Jakuba Jana Ryby s náhrobkem se nachází na hřbitově u kostela Povýšení svatého Kříže mezi dvěma smutečními jasany u hřbitovní zdi. Ostatky sem byly přeneseny z morového hřbitova na žádost Robovo syna Josefa Arnošta Ryby. Pomník ze syenitu na hrobě nechal vztyčit místní Literární spolek pod vedením Adolfa Růžičky až v roce 1888.[15] Fiktivní portrét Jakuba Jana Ryby od Marie Uchytilové Kučové byl doplněn až v šedesátých letech 20. století na popud řezbáře Václava Kotrbatého.
- Venkovský dům čp. 59 – Roubená stavba čp. 59 (bývalá drábovna) je nejstarším zachovalým obytným domem ve Starém Rožmitále. Pochází z konce 17. století. Od roku 1958 je dům chráněn jako kulturní památka ČR.[16]